# Marshall Teague
Marshall Teague (22 de fevereiro de 1922 – 11 de fevereiro de 1959) foi um automobilista norte-americano.
Ele esteve em cinco (três) 500 Milhas de Indianápolis, quando a prova fazia parte do calendário da Fórmula 1 de 1950 até 1960: 1953, 1954, 1956 (não qualificou), 1957 e 1958 (não se qualificou). Seu melhor resultado nas 500 Milhas de Indianápolis foi o 7º lugar em 1957.